# 加拉白垒峰

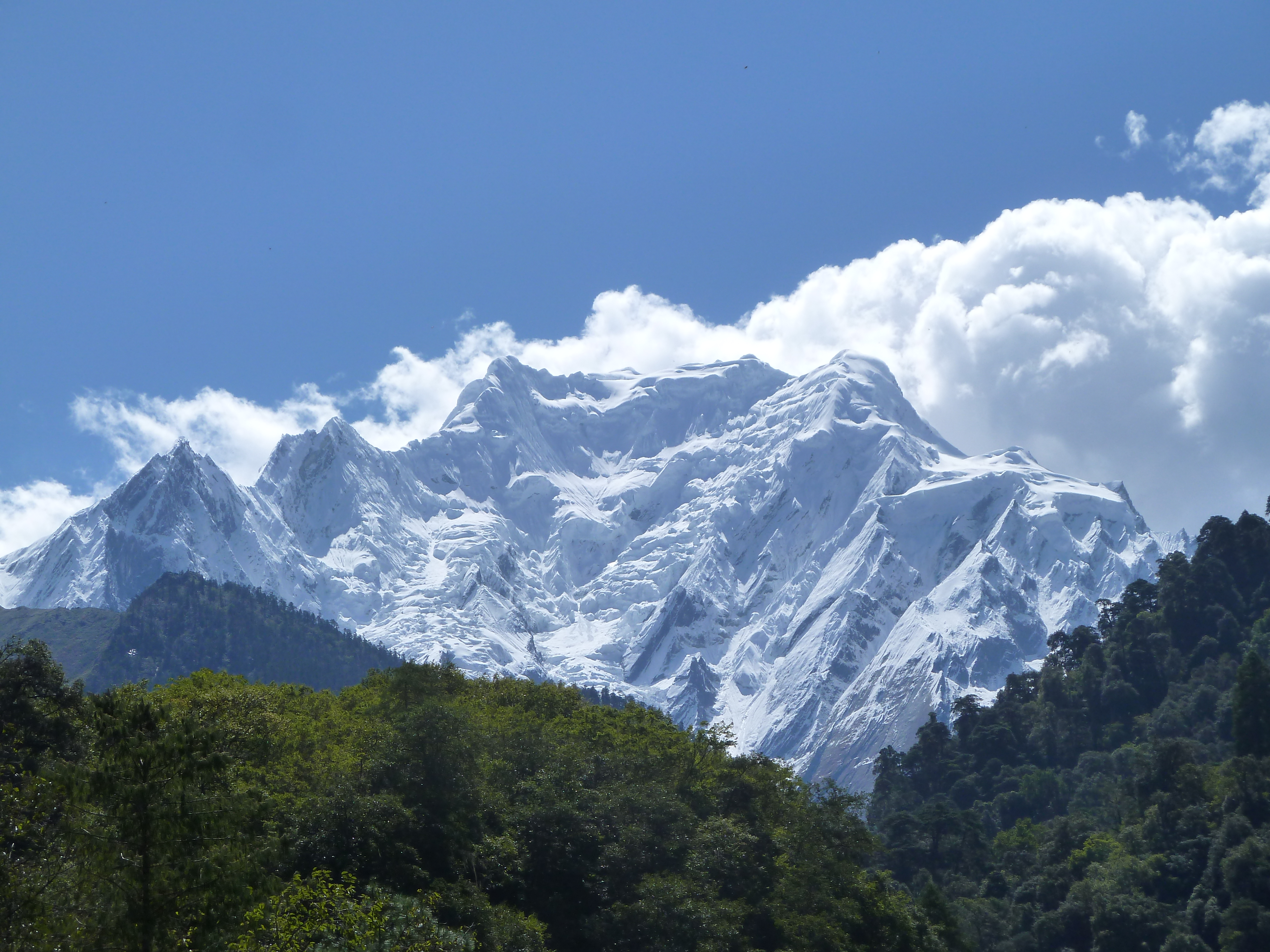
加拉白垒峰

## 地理位置
加拉白垒峰（藏語：སྐྱ་ལྷ་པད་རི，威利转写：skya lha pad ri，THL：Kyalhapé Ri，藏语拼音：Gyala Pelri）位于中国西藏林芝市，林芝-米林-墨脱-波密县交界处， 东经95.969769, 北纬29.814769，海拔7,294米，属念青唐古拉山脉东段。与南侧海拔7,782米的南迦巴瓦峰隔江相对。
加拉白垒山脚下是著名的雅鲁藏布大峡谷，山峰常年被冰雪覆盖，山脊中有数十条冰川，属海洋性冰川。加拉白垒峰南坡与雅鲁藏布江高差达4600米。
1986年10月，日本登山队3人组成功登上加拉白垒峰，为人类首次登顶。

## 气候
每年4月底到9月下旬，都会经历雨季，这段时间内山峰很难露面，显得云雾缭绕。

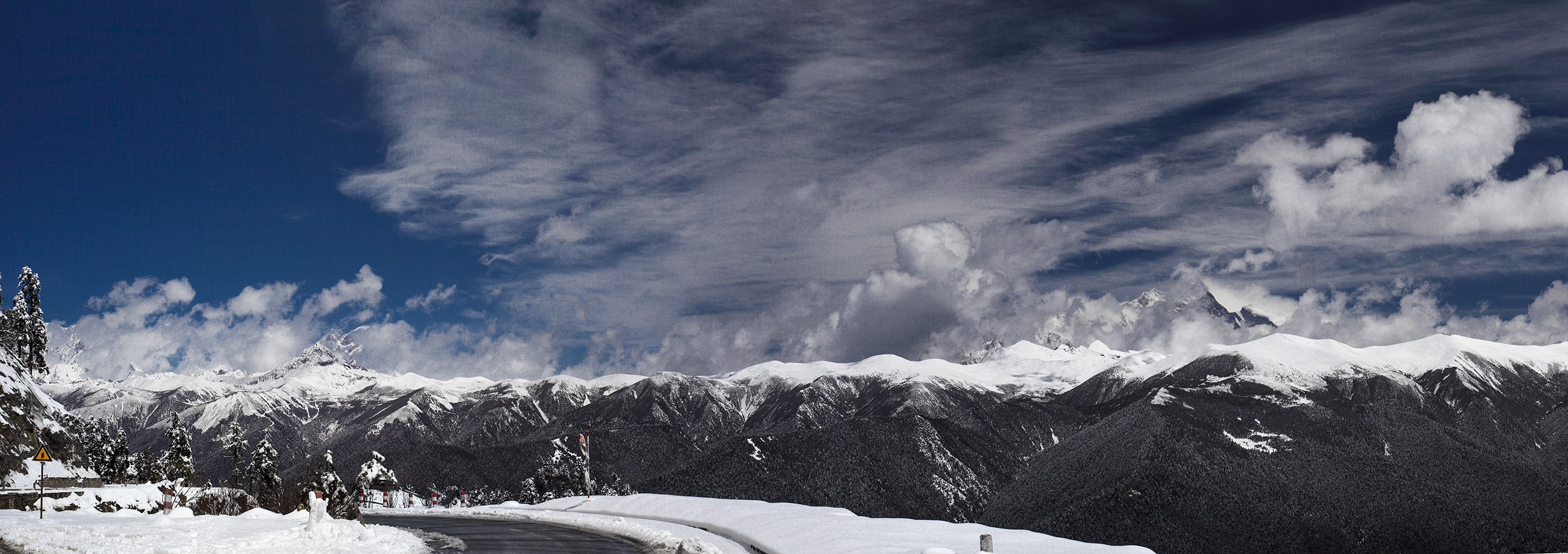
加拉白垒峰与南迦巴瓦峰

## 其它来源
- . Peakbagger.com.   [2013-02-10].